# Kazlóushchyna
Kazlóushchyna o Kozlóvshchina (bielorruso: Казло́ўшчына; ruso: Козло́вщина; polaco: Kozłowszczyzna) es un asentamiento de tipo urbano de Bielorrusia, perteneciente al raión de Dziátlava de la provincia de Grodno.
En 2017 tenía una población de 1656 habitantes. Es sede de un consejo rural con una población total de unos cuatro mil habitantes, que incluye como pedanías 32 localidades rurales.
Se ubica sobre la carretera M11, a medio camino entre Dziátlava y Slónim.

## Historia
Se conoce la existencia del pueblo en documentos desde el siglo XVIII, cuando formaba parte del powiat de Slónim en el voivodato de Nowogródek de la República de las Dos Naciones. En la partición de 1795 pasó a formar parte del Imperio ruso, que lo integró en el uyezd de Slónim de la gobernación de Grodno. En 1921 pasó a formar parte de la Segunda República Polaca, hasta que en 1939 se integró en la RSS de Bielorrusia, que le dio en 1940 el estatus de capital distrital (que perdió en 1960) y en 1948 el de asentamiento de tipo urbano.